# Geografia Szwecji

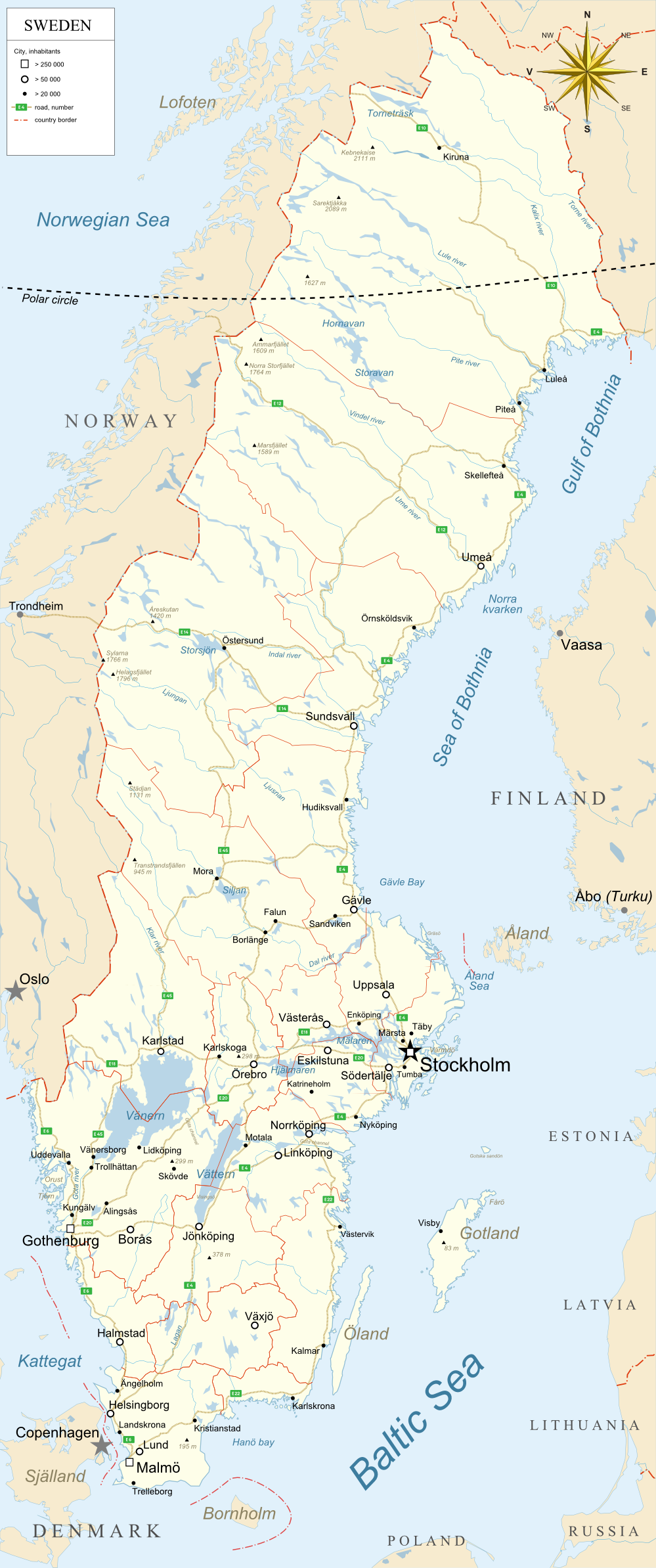
Mapa Szwecji

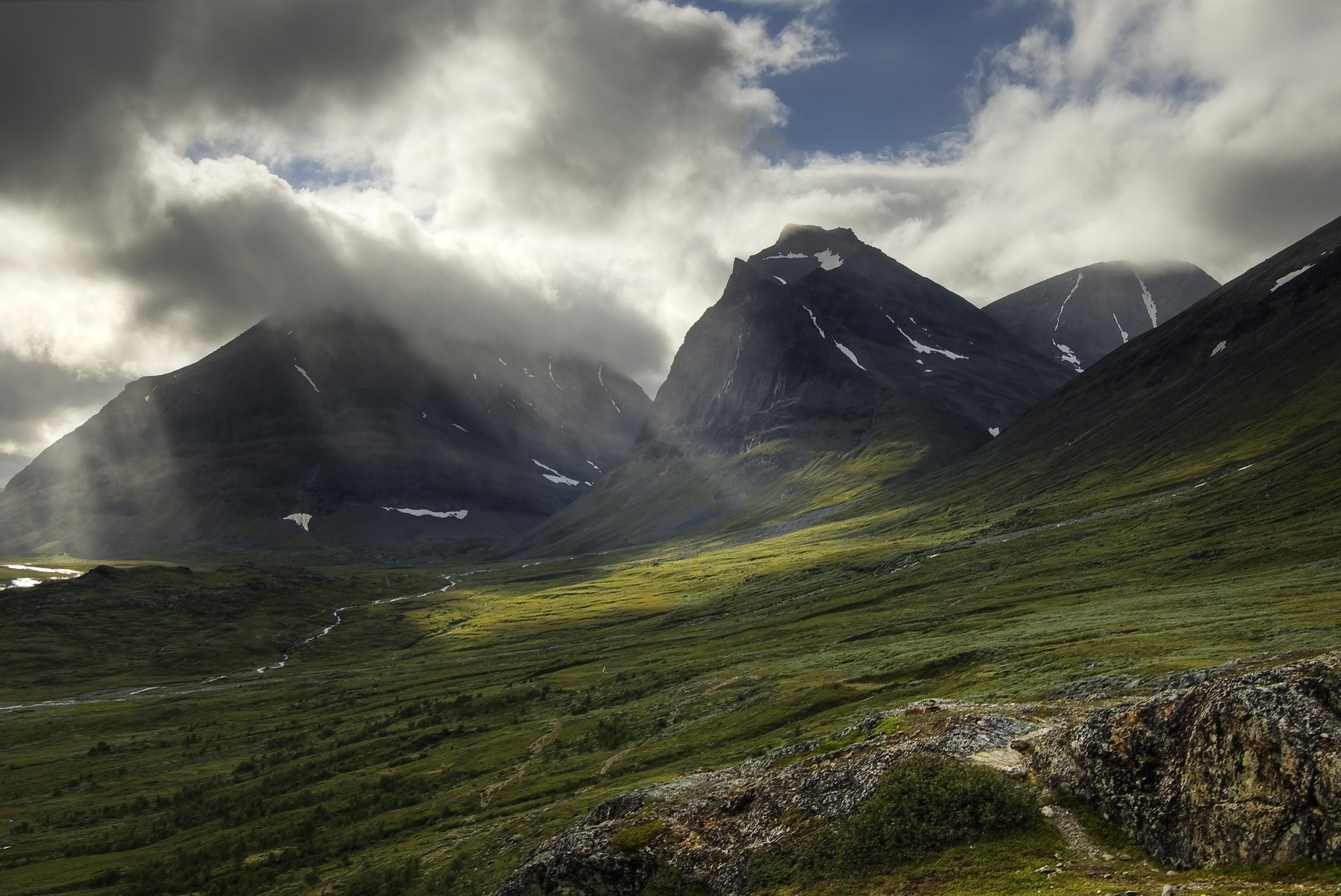
Kebnekaise – najwyższy szczyt Szwecji

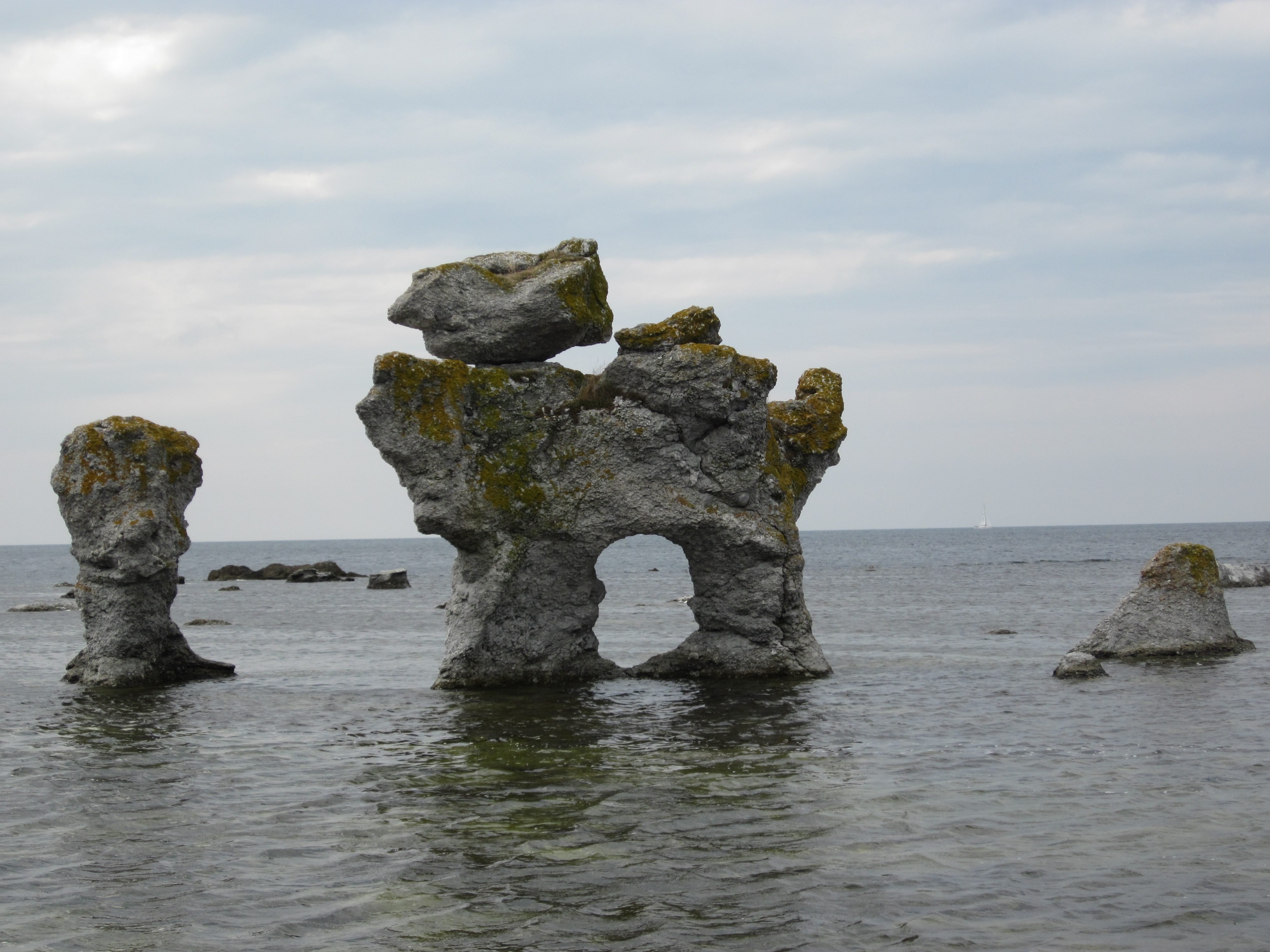
Raukary na wyspie Fårö

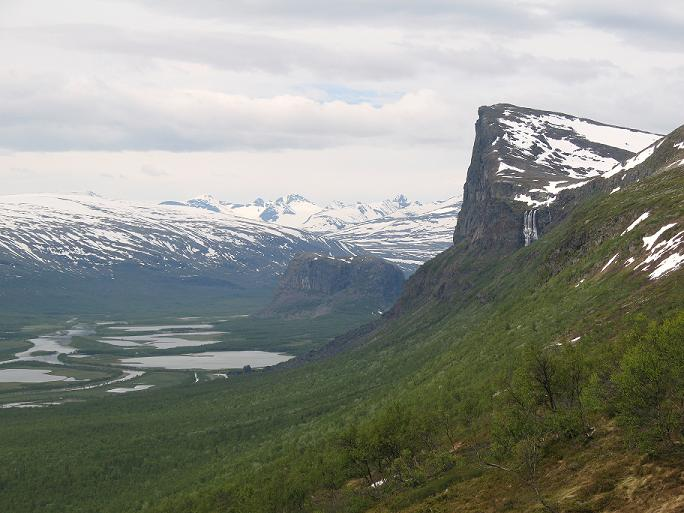
Dolina Rapadalen

Geografia Szwecji to dział geografii zajmujący się terenami leżącymi w Szwecji, dużym kraju leżącym w Północnej Europie, na Półwyspie Skandynawskim. Szwecja jest jednym z większych państw europejskich, a największym na Półwyspie Skandynawskim. Szwecja znana z historii i kultury wikingów jest krajem wyżynnym, o chłodnym klimacie i licznych lasach.

## Powierzchnia, granice i inne dane geograficzne
Powierzchnia Szwecji wynosi 449 964 km², co plasuje ten kraj na 55. miejscu na świecie i 5. w Europie pod względem powierzchni. Jest to także największy kraj w Północnej Europie. Około 15% powierzchni kraju leży za kołem podbiegunowym.
Państwo to graniczy z Norwegią na zachodzie (1619 km), Finlandią na północnym wschodzie (586 km), Zatoką Botnicką na wschodzie oraz z Morzem Bałtyckim na południu i wschodzie. Linia brzegowa jest długa na 3218 km.
Geograficzny środek Szwecji znajduje się we Flataklocken w pobliżu jeziora Munkby oraz miejscowości Ånge (współrzędne 62°23′15″N, 16°19′32″E). Także pobliskie miejscowości Ånge oraz Östersund przypisują sobie umiejscowienie centralnego punktu kraju. Punkt ten wyznaczono metodą obliczenia środka ciężkości kształtu powierzchni kraju. Przy zastosowaniu metody opierającej się na wyznaczeniu połowy odległości między punktami najbardziej wysuniętymi na osi północ-południe oraz wschód-zachód i wyznaczeniu punktu w przecięciu tych linii geograficznym środkiem Szwecji jest Ytterhogdal (współrzędne 62°11′N, 14°57′E). Skrajne punkty: północny 69°40′N, południowy 55°20′N, zachodni 10°58′E, wschodni 24°10′E. Rozciągłość południkowa kraju wynosi 1570 km, a równoleżnikowa 400 km. Jest drugim po Norwegii najdłuższym krajem Europy.
Szwecja ma najdłuższą linię brzegową na wschodnim wybrzeżu, a najdłuższą granicę lądową posiada na zachodzie z Norwegią. Granica ta ciągnie się wzdłuż łańcucha Gór Skandynawskich. Szwecja posiada granicę morską z Estonią, Niemcami, Polską, Rosją, Litwą, Łotwą oraz z Danią, z którą połączona jest także Mostem nad Sundem.

## Ukształtowanie poziome
Linia brzegowa Szwecji jest dobrze rozwinięta, cechują ją setki niewielkich i wciętych w ląd małych i także niewielkich zatok. Na mapie linia brzegowa jest bardzo postrzępiona. Miejscami dodatkowo występują niewielkie estuaria rzek. Szczególnie w regionie stolicy kraju linia brzegowa nacechowana jest wieloma głębokimi i niewielkim zatokami uformowanymi przez działalność wód Morza Bałtyckiego. Wybrzeże Szwecji jest przeważnie skaliste i niewysokie, zalicza się do typu zwanego wybrzeżem szkierowym. Jedynie na półwyspie Skania, na samym południu Szwecji, wybrzeże jest wyrównane i abrazyjne.
Szwecja posiada około 221,8 tys. wysp i wysepek o łącznej powierzchni 10 574 km² (2,6% powierzchni kraju). Łączna długość linii brzegowej 60,8 tys. km (1,5 obwodu kuli ziemskiej). Największymi wyspami Szwecji są Gotlandia (2994 km², linia brzegowa 686 km) i Olandia (1347 km², linia brzegowa 496 km). Gotlandia leży w pewnym oddaleniu od brzegu, w środkowej części Bałtyku, zaś podłużna Olandia ciągnie się wzdłuż wybrzeża w południowej części Szwecji. Sześć kolejnych wysp jest już nieco mniejszych – ich powierzchnia nie przekracza 350 km²:
- Orust pow. 345,6 km² (linia brzegowa 216 km)
- Hisingen 198,84 km² (139 km)
- Värmdö 181,4 km² (236 km)
- Tjörn 147,54 km² (191 km)
- Väddö i Björkö 127,9 km² (204 km)
- Fårö 113,3 km² (97 km)

## Budowa geologiczna
Pod względem geologicznym Szwecja leży na tarczy bałtyckiej, która należy do najstarszych na Ziemi. Podłoże Szwecji w 80% stanowią prekambryjskie granity i gnejsy, gdzie występują złoża rudy żelaza i rudy polimetaliczne. Zachodnią oś kraju stanowią Góry Skandynawskie, które są strukturami kaledońskimi, co oznacza, że zostały wypiętrzone w czasie orogenezy kaledońskiej. W czasie późniejszych ruchów górotwórczych były kilkakroć blokowo nierównomiernie wypiętrzane. Zbudowane są z różnowiekowych skał krystalicznych, metamorficznych i osadowych zostały ostatni raz wypiętrzone w trzeciorzędzie. Gotlandię, Olandię oraz rejon Cieśniny Kalmarskiej i północnej Skanii tworzą osady pochodzące z kambru i syluru. Dominują tam wapienie i łupki. Najmłodszą część Szwecji stanowi Skania, gdzie podłoże budują osady z jury i kredy. W wyniku działalności lodowcowej na powierzchni całego kraju utworzyła się cienka warstwa luźnych osadów morenowych.

## Ukształtowanie powierzchni
Szwecja jest krajem gdzie przeważają wyżyny, średnia wysokość kraju wynosi 276 m n.p.m. Około 80% powierzchni kraju to tereny leżące od 100 do 500 m n.p.m. Na obszarze kraju nie ma zbyt wiele terenów wysoko położonych, powyżej 1000 m n.p.m. leży jedynie 2,6% powierzchni Szwecji. Obszary nizinne zajmują dość duży obszar kraju – około 25% powierzchni. Szwecja dzieli się na regiony geograficzno-historyczne: Norrland – górzysto-wyżynna część północna, Svealand – wyżynno-nizinna część środkowopołudniowa i Götaland – nizinna część południowa. Najniżej położonym punktem Szwecji jest jezioro Hammarsjön położone w pobliżu Kristianstad na poziomie 2,41 m p.p.m. Najwyższym punktem kraju jest szczyt Kebnekaise w Górach Skandynawskich, który osiąga 2111 m n.p.m.
Rzeźba Szwecji jest wynikiem erozji i denudacji działającej w ciągu kilkuset milionów lat, oraz egzaracyjnej i akumulacyjnej działalności lądolodu i wód polodowcowych w okresie ostatniego miliona lat.

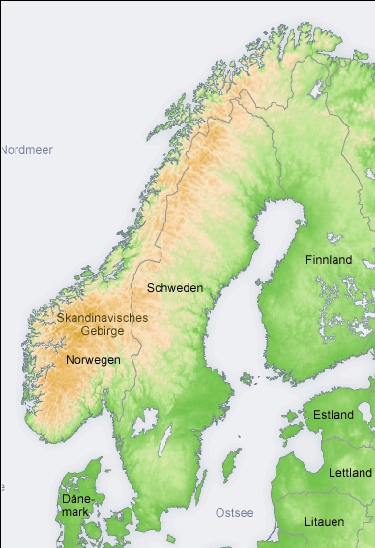
Mapa fizyczna Szwecji

Wzdłuż granicy z Norwegią ciągną się Góry Skandynawskie, z rozległymi spłaszczonymi wierzchowinami zwanymi fieldami. Przeciętna wysokość tych wynosi od 800 do 1400 m n.p.m. Są to więc góry niskie, które w kierunku wschodnim przechodzą w Wyżynę Północnoszwedzką (Norrland). Wyżyna ta jest obszarem leżącym 400 do 700 m n.p.m. W południowej części kraju rozciąga się kopulasta Wyżyna Południowoszwedzka (Svealand), która wznosi się do wysokości 377 m n.p.m. Na północnym wschodzie kraju leży Wyżyna Lapońska o średniej wysokości 300–400 m n.p.m. Pomiędzy Wyżyną Północnoszwedzką a Południowoszedzką leży Obniżenie Środkowoszwedzkie, w jego regionie znajduje się największe jezioro Szwecji – Wener. Niziny ciągną się także wzdłuż wybrzeża, są to: Hallandu, Kalmarska i Zachodniobotnicka.

## Podział administracyjny

### Prowincje
Szwecja dzieli się na 25 prowincji (szw. landskap): Ångermanland, Bohuslän, Blekinge, Dalarna, Dalsland, Gotland, Gästrikland, Halland, Hälsingland, Härjedalen, Jämtland, Laponia, Medelpad, Norrbotten, Närke, Skania, Smalandia, Södermanland, Uppland, Värmland, Västmanland, Västerbotten, Västergötland, Öland i Östergötland.
Obecnie ten podział nie jest używany w żadnym politycznym lub administracyjnym celu. Chodzi tu raczej o identyfikowanie się ludności, poprzez przynależność do danej prowincji.
Prowincje te są grupowane w trzy większe jednostki (szw. landsdelar): część północną – Norrland, centralną – Svealand oraz południową – Götaland. Słabo zaludniony Norrland zajmuje blisko 60% powierzchni kraju.

### Regiony
Szwecja dzieli się także na 21 regionów (szw. län).
- K = Blekinge
- W = Dalarna
- I = Gotland
- X = Gävleborg
- N = Halland
- Z = Jämtland
- F = Jönköping
- H = Kalmar
- G = Kronoberg
- BD = Norrbotten
- M = Skania

- AB = Sztokholm
- D = Södermanland
- C = Uppsala
- S = Värmland
- AC = Västerbotten
- Y = Västernorrland
- U = Västmanland
- O = Västra Götaland
- T = Örebro
- E = Östergötland

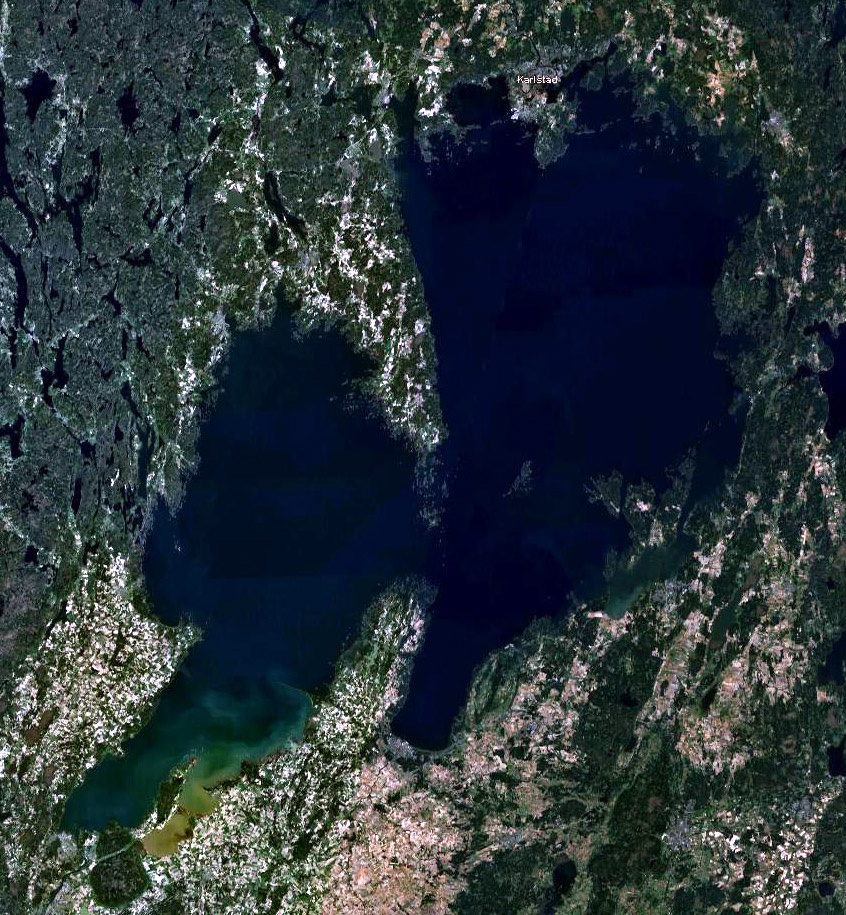
Wener – największe jezioro Szwecji

Podane wyżej oznaczenia literowe były stosowane na tablicach rejestracyjnych do roku 1973.

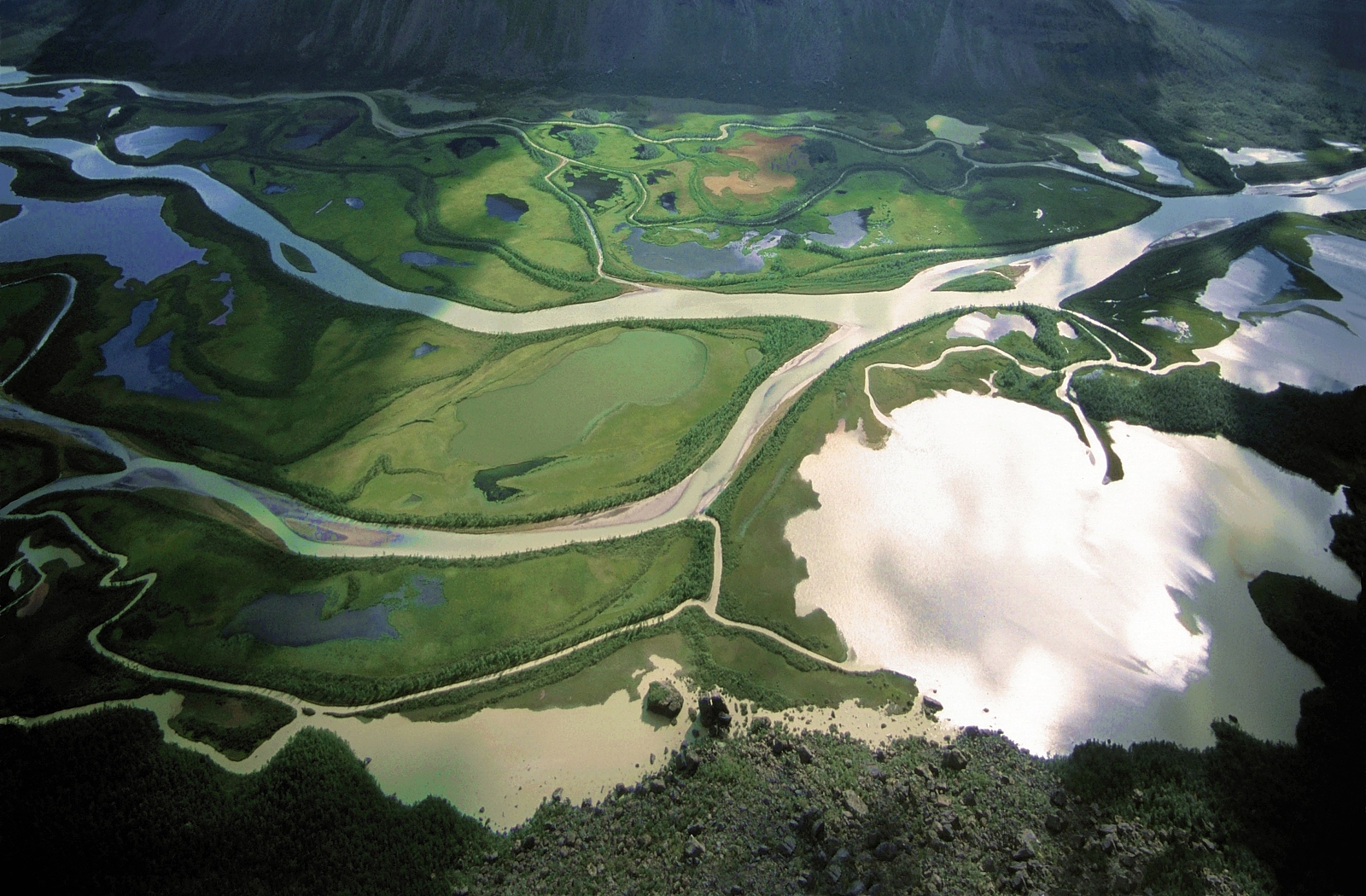
Dolina Rapadalen w Parku Narodowym Sarek

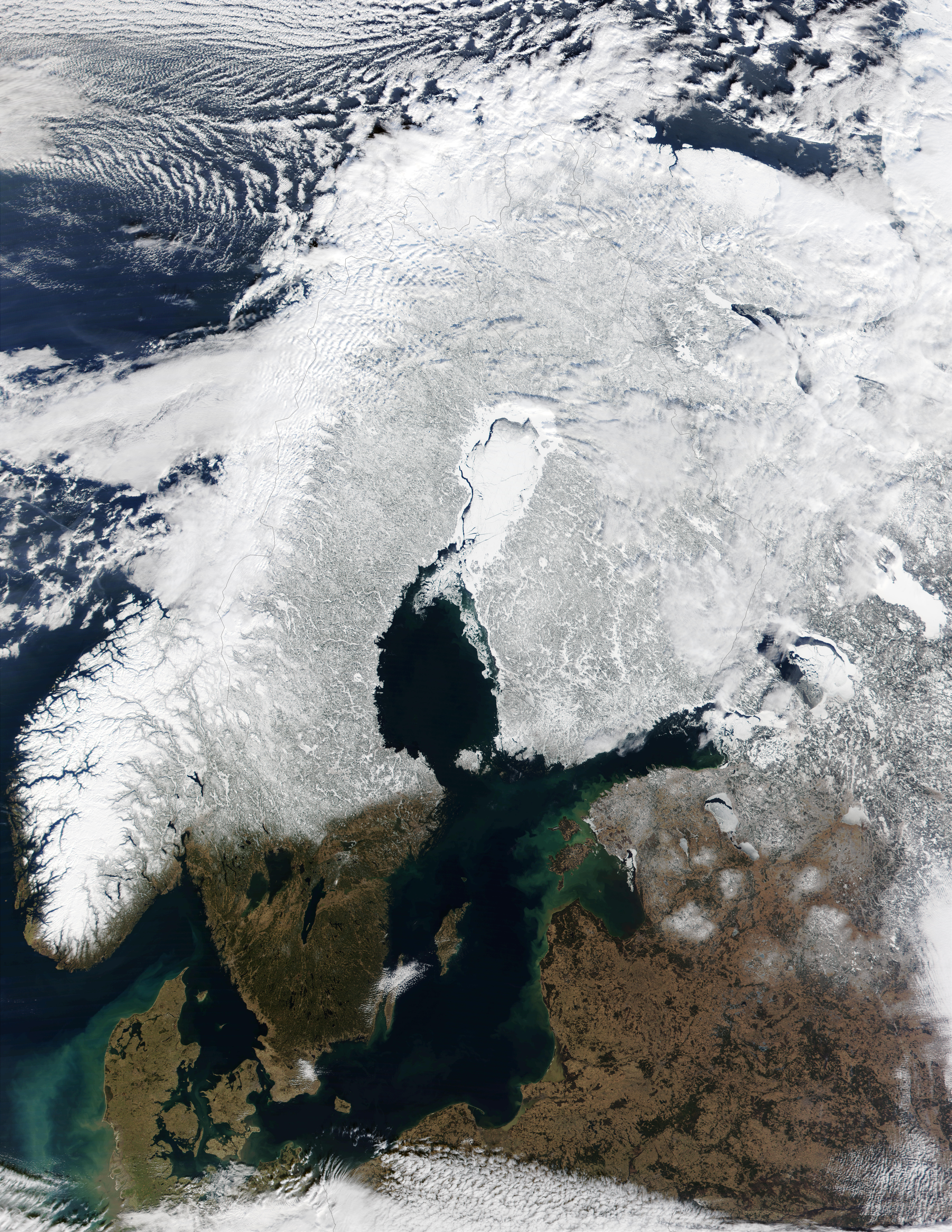
Satelitarne zdjęcie Skandynawii zimą wykonane 15 marca 2002 r.

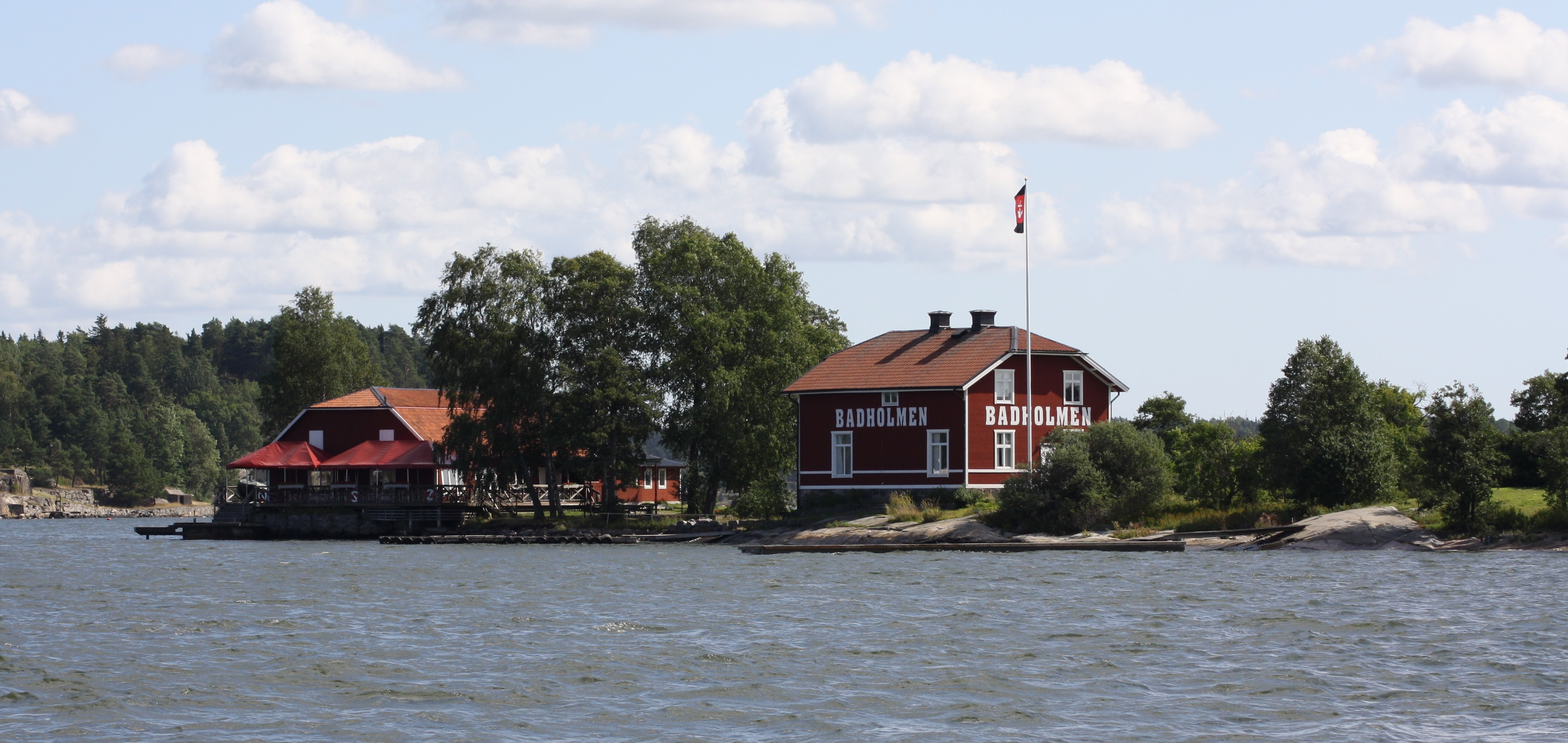
Krajobraz archipelagu Sztokholmskiego

## Klimat
Na większości terytorium Szwecji panuje klimat umiarkowany, pomimo położenia kraju na północy. Panują tu łagodne temperatury przez wszystkie cztery pory roku. Kraj można podzielić na trzy strefy klimatyczne: południe (klimat morski), centrum (klimat kontynentalny wilgotny) oraz północ (klimat subpolarny). Jednak klimat Szwecji jest cieplejszy i suchszy niż innych krajów położonych na tej samej szerokości geograficznej co spowodowane jest głównie przez Golfsztrom. Zimy na południu kraju są cieplejsze niż w wielu rejonach Rosji, Kanady i USA Z powodu dużej rozciągłości z północy na południe długość nasłonecznienia w ciągu doby waha się dość znacznie. Za kołem podbiegunowym słońce nie zachodzi przez część lata oraz nigdy nie wschodzi przez część zimy. Sztokholm otrzymuje średnio 18 godzin słońca późnym czerwcem oraz tylko około 6 godzin późnym grudniem. Roczna ilość godzin nasłonecznienia wynosi od 1100 do 1900 godzin.
Także różnice temperatur są znaczne. Południowe i centralne rejony kraju cechują się ciepłymi latami i chłodnymi zimami. Średnie najwyższe temperatury wynoszą tutaj od 20 do 25 °C a najniższe między 12 a 15 °C w lecie. W zimie średnia temperatura waha się od -4 do 2 °C. W północnej części kraju lata są krótsze i chłodniejsze, a zimy dłuższe, chłodniejsze i bardziej obfite w opady śniegu. Temperatura często spada poniżej zera w okresie od września do maja. Fale upałów mogą wystąpić kilka razy w roku, także na północy zdarzają się temperatury powyżej 25 °C.
Najwyższą zanotowaną temperaturą w Szwecji było 38 °C w miejscowości Målilla w 1947 r. Rekord najniższej temperatury padł w 1966 r. w miejscowości Vuoggatjålme i wynosi –52,6 °C.
Średnia wysokość opadów w Szwecji wynosi między 500 a 800 mm rocznie, czyli mniej niż wynosi średnia światowa. Południowo-zachodnia część kraju otrzymuje więcej opadów – między 1000 a 1200 mm, a niektóre rejony górskie otrzymują nawet do 2000 mm opadów rocznie. Opady śniegu występują zwykle od grudnia do marca na południu, od listopada do kwietnia w centralnej Szwecji oraz od października do maja na północy. Zdarzają się zimy, podczas których w południowej, a także w centralnej części kraju śnieg nie pojawia się w ogóle.
| Średnia najwyższa i najniższa temperatura w różnych miastach Szwecji (w °C) |         |        |        |      |      |       |       |       |       |      |        |        |
| Miasto                                                                      | Sty     | Lut    | Mar    | Kwi  | Maj  | Cze   | Lip   | Sie   | Wrz   | Paź  | Lis    | Gru    |
| Kiruna                                                                      | -10/-16 | -8/-15 | -4/-13 | 2/-7 | 8/0  | 14/6  | 17/8  | 14/6  | 9/2   | 1/-4 | -5/-10 | -8/-15 |
| Östersund                                                                   | -5/-10  | -3/-9  | 0/-6   | 5/-2 | 12/3 | 16/8  | 18/10 | 17/10 | 12/6  | 6/2  | 0/-3   | -3/-8  |
| Sztokholm                                                                   | 1/-2    | 1/-3   | 4/-2   | 11/3 | 16/8 | 20/12 | 23/15 | 22/14 | 17/10 | 10/6 | 5/2    | 1/-1   |
| Göteborg                                                                    | 2/-1    | 4/-1   | 6/0    | 11/3 | 16/8 | 19/12 | 22/14 | 22/14 | 18/10 | 12/6 | 7/3    | 3/-1   |
| Visby                                                                       | 1/-2    | 1/-3   | 3/-2   | 9/1  | 14/6 | 18/10 | 21/13 | 20/13 | 16/9  | 10/6 | 5/2    | 2/0    |
| Malmö                                                                       | 3/-1    | 3/-1   | 6/0    | 12/3 | 17/8 | 19/11 | 22/13 | 22/14 | 18/10 | 12/6 | 8/4    | 4/1    |

## Wody
Około 85% obszaru Szwecji należy do zlewiska właściwej części Morza Bałtyckiego, reszta ma odpływ do Skagerraku i Kattegatu. Szwecja jest zasobna w wody lądowe i zajmuje trzecie miejsce w Europie w przeliczeniu na jednego mieszkańca. Szwecję cechuje gęsta sieć przeważnie krótkich rzek posiadających liczne progi i wodospady. Zasilanie rzek jest śnieżno-deszczowe, a na północy cieki zasilane są głównie przez opady śniegu i późnowiosenne roztopy. Na całej długości rzeki wykorzystywane do celów energ. oraz spławu drewna. Najdłuższa rzeka Klar ma źródła w Norwegii i uchodzi do jeziora Wener (odpływ przez rzekę Göta do Kattegatu).
Największe jeziora to Wener (5546 km²) i Wetter (1893 km²). Wener jest trzecim co do wielkości jeziorem Europy po rosyjskich jeziorach Ładoga i Onega.
W terytorium Szwecji wchodzi także 39 030 km² terenów wodnych, w tym około 95 700 jezior. Niektóre jeziora wykorzystywane są jako źródła energii dla elektrowni wodnych. Jeziora zajmują 8,5% powierzchni kraju i są pochodzenia tektoniczno-polodowcowego. W Szwecji znajduje się 237 lodowców o łącznej powierzchni 310 km².

## Gleby
Szwedzkie gleby są wykształcone na podłożu glacjalnym, są słabo rozwinięte i bardzo kamieniste. Z powodu dużej ilości głazów narzutowych gleby są w małym stopniu wykorzystywane rolniczo. W górach i na wyżynie Norralandu i Smålandu przeważają gleby kamieniste. Na plejstoceńskich osadach morskich Obniżenia Środkowoszwedzkiego i na nizinach nadmorskich gleby są przydatne rolniczo. Żyzne gleby występują na podłożach wapiennych kambru i syluru. W środkowej części kraju oraz na półwyspie Skania tereny pokrywają gleby brunatne. Duże powierzchnie zajmują gleby górskie.

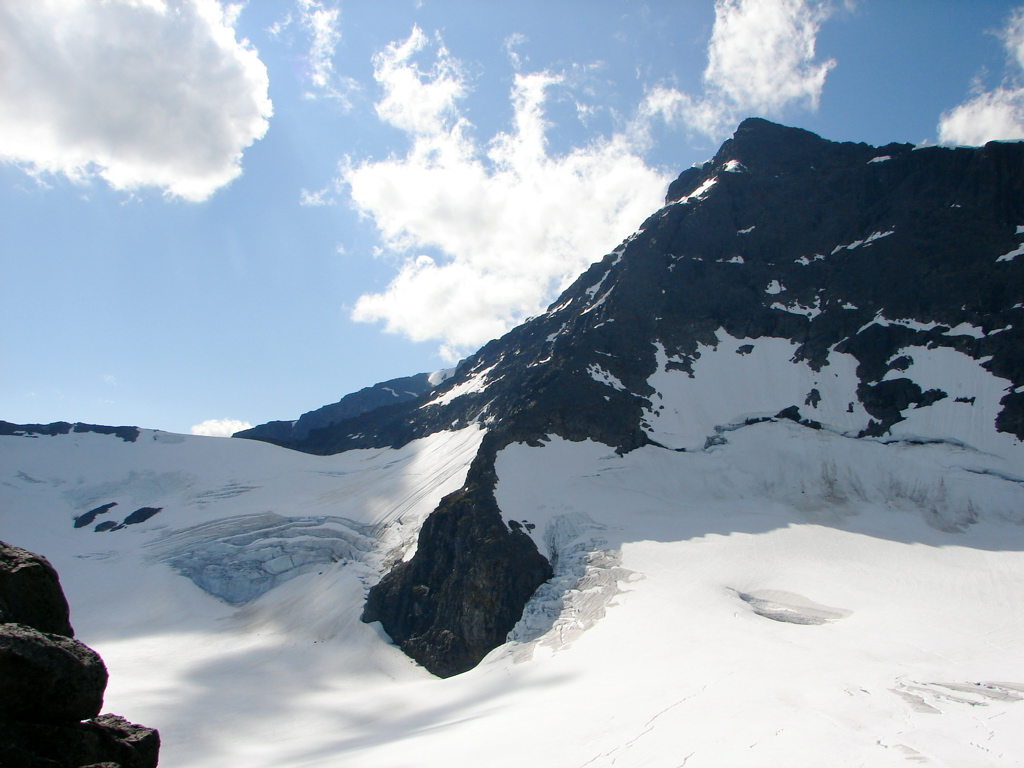
Góry Skandynawskie w północnej Szwecji

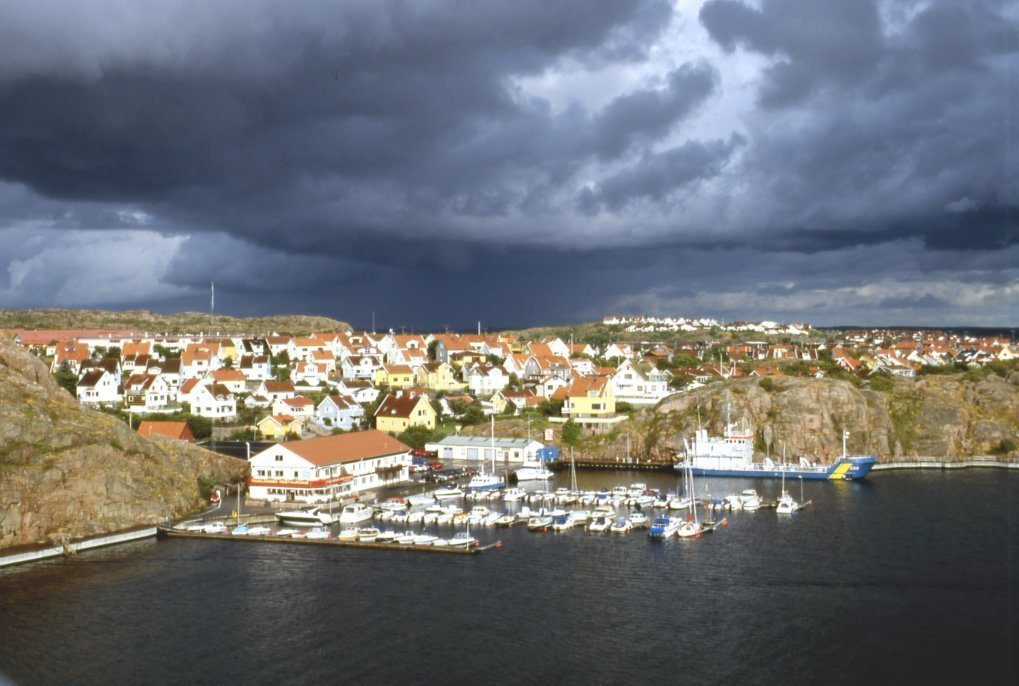
Zachodnie wybrzeże Szwecji, w okolicach Kungshamn

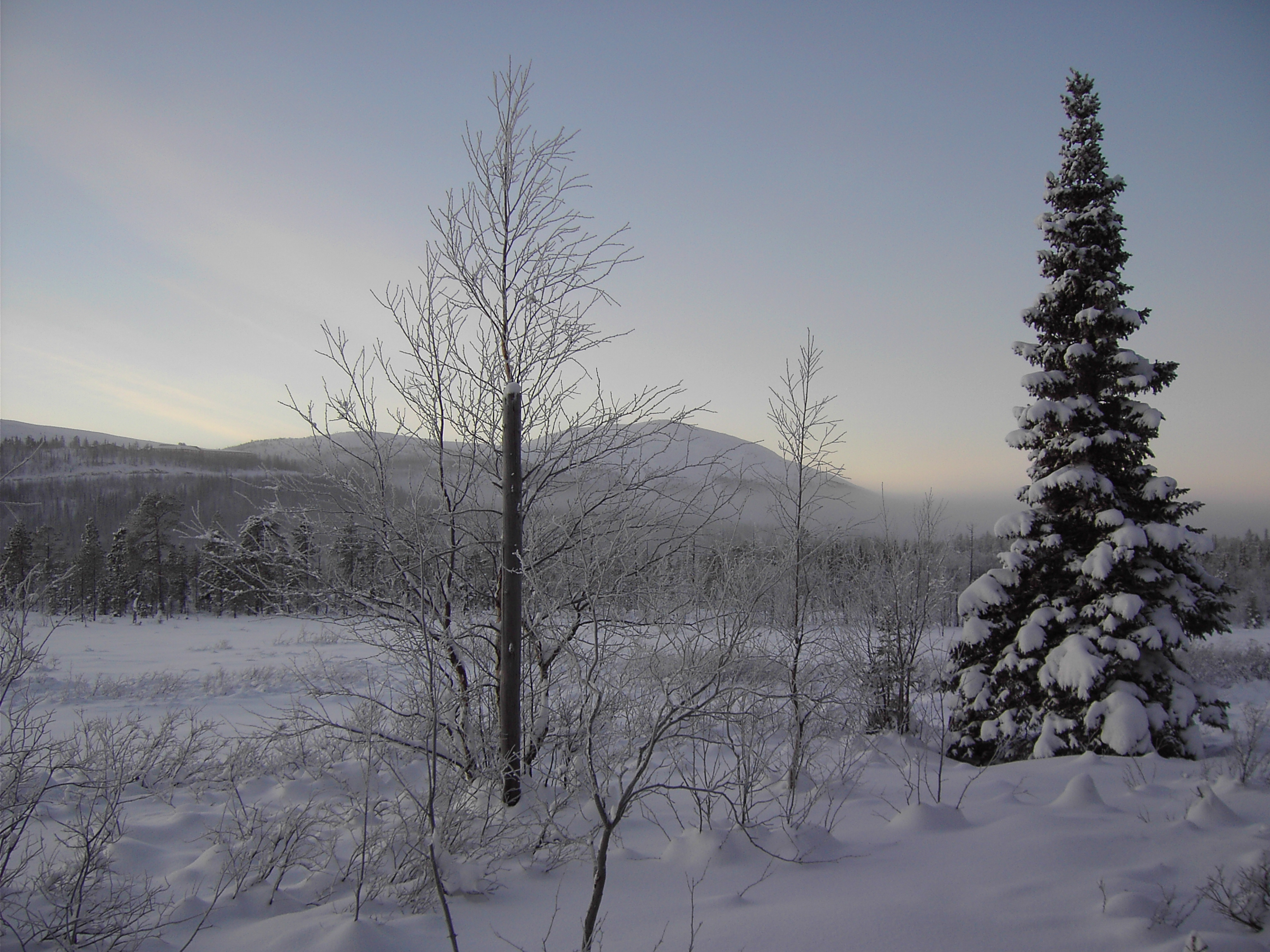
Krajobraz północnej Szwecji, w okolicach Dundret

## Flora
Szwecja ze względu na dużą rozciągłość południkową leży na granicy dwóch stref roślinnych: lasy mieszane na południu i tajga w środkowej i północnej części kraju. Południowa część Szwecji jest porośnięta lasami liściastymi, gdzie w Skanii przeważają buki i dęby, a dalej na północ występuje większy udział gatunków iglastych. Rozległe obszary Szwecji zajmują borealne lasy szpilkowe, czyli tajga. Lasy te pokrywają około 2/3 powierzchni kraju sięgając jej północnych granic. Rosną tam sosny i świerki. Wyżynne i górskie regiony porastają też lasy brzozowe. Górna granica lasu przebiega od 900 m na południu do 300 m na północy. Na obszarach wysokopołożonych na północy występuje monotonna i skąpa tundra. 78% powierzchni kraju pokryte jest lasem, a tylko 1% powierzchni zajmują grunty rolne. Tereny rolnicze skupiają się na południu kraju, a zalesienie systematycznie wzrasta im dalej na północ. Duży udział w roślinności mają bagna i torfowiska, które zajmują 11% powierzchni kraju.

## Fauna
Fauna Szwecji jest jedną z najlepiej zachowanych w Europie. Większość terytorium Szwecji to region fauny europejskich lasów mieszanych i iglastych gdzie występują gatunki powszechne dla większości europejskiego kontynentu. Jedynie na północy kraju pierwotnie w stanie dzikim występowały renifery, które obecnie są hodowane przez człowieka. Poza tym praktycznie cała Szwecja jest reprezentowana przez gatunki żyjące w wielu krajach Europy. W lasach żyją dziki, jelenie i sarny, dalej na północy w tajdze występują niedźwiedzie brunatne, rysie i wilki. Świat ptaków jest bardzo bogaty, na bagnach, nad wodami, a także w lasach żyją żurawie, cietrzewie, głuszce i jarząbki, oraz wiele innych gatunków spotykanych w Polsce i innych krajach Europy. Z ptaków drapieżnych na uwagę zasługuje orzeł przedni. W wodach żyje wiele gatunków ryb słodkowodnych i morskich.

## Środowisko
Ochrona przyrody, bardzo rygorystyczna, obejmuje obszary głównie w północnej części kraju, m.in. w 28 parkach narodowych (największe Sarek, Muddus, Abisko) i 2378 rezerwatach. Terenów chronionych jest łącznie 6330 km².
Kwaśne deszcze stały się poważnym problemem, ponieważ zanieczyszczają glebę, jeziora, a także Morze Północne oraz Bałtyk. Około 85% ludności korzysta z oczyszczalni ścieków.